# داغوبرت من بيزا
داغوبرت (بالإيطالية: Dagobert)‏ أو ديبرت (بالإيطالية: Daibert)‏ أو ديمبرت (بالإيطالية: Daimbert)‏ (توفي 1105) كان أول مطران لبيزا وثاني بطريرك لاتيني في القدس بعد أن سيطر عليها الصليبيون في الحملة الأولى.